# ФК Ференцварош
Ференцварош (на унгарски: Ferencvárosi Torna Club) е унгарски футболен клуб от столицата Будапеща. Най-популярният клуб в Унгария. Основан на 3 май 1899 година в Австро-Унгария.

## Предишни имена
| Години      | Име |
| ----------- | --- |
| 1899 – 1926 | „Ференцварош ТЕ“ Ferencvárosi Torna Club                                                                                           |
| 1926 – 1944 | „Ференцварош ФК“ Ferencváros Football Club                                                                                         |
| 1944 – 1949 | „Ференцварош ТЕ“ Ferencvárosi Torna Club                                                                                           |
| 1949 – 1950 | „ИДОШЗ, Илямезешапари Дольгозок Соксервезетъйнек Шпорт Егешюлет“ ÉDOSZ, Élelmezésipari Dolgozók Szakszervezetének Sport Egyesülete |
| 1950 – 1956 | „Кинижи Будапеща, Будапеща Кинижи Шпорт Егешюлет“ Bp. Kinizsi, Budapesti Kinizsi Sport Egyesület                                   |
| 1956 –      | „Ференцварош ТЕ“ Ferencvárosi Torna Club                                                                                           |

## Успехи
- Първа лига:
  -  Шампион (36, рекорд): 1903, 1905, 1906/07, 1908/09, 1909/10, 1910/11, 1911/12, 1912/13, 1925/26, 1926/27, 1927/28, 1931/32, 1933/34, 1937/38, 1939/40, 1940/41, 1948/49, 1962/63, 1964, 1967, 1968, 1975/76, 1980/81, 1991/92, 1994/95, 1995/96, 2000/01, 2003/04, 2015/16, 2018/19, 2019/20, 2020/21, 2021/22, 2022/23, 2023/24, 2024/25
  -  Вицешампион (36): 1902, 1904, 1907/08, 1913/14, 1917/18, 1918/19, 1921/22, 1923/24, 1924/25, 1928/29, 1929/30, 1934/35, 1936/37, 1938/39, 1943/44, 1945, 1949/50, 1959/60, 1965, 1966, 1970, 1970/71, 1972/73, 1973/74, 1978/79, 1981/82, 1982/83, 1988/89, 1990/91, 1997/98, 1998/99, 2001/02, 2002/03, 2004/05, 2014/15, 2017/18
  -  Бронзов медалист (22):

1901, 1919/20, 1920/21, 1922/23, 1930/31, 1932/33, 1935/36, 1942/43, 1947/48, 1954, 1955, 1957/58, 1961/62, 1963, 1969, 1974/75, 1976/77, 1989/90, 1992/93, 1996/97, 2010/11, 2013/14
- Купа на Унгария по футбол:
  -  Носител (24, рекорд): 1912/13, 1921/22, 1926/27, 1927/28, 1932/33, 1934/35, 1941/42, 1942/43, 1943/44, 1957/58, 1971/72, 1973/74, 1975/76, 1977/78, 1990/91, 1992/93, 1993/94, 1994/95, 2002/03, 2003/04, 2014/15, 2015/16, 2016/17, 2021/22
  -  Финалист (11): 1911/12, 1930/31, 1931/32, 1965/66, (финална група), 1978/79, 1985/86, 1988/89, 1994/95, 2004/05, 2023/24, 2024/25

- Купа на предизвикателствто: (Купа на Австро-Унгария)
  -  Носител (1): 1909
  -  Финалист (1): 1911[1]

- Суперкупа на Унгария:
  -  Носител (6, рекорд): 1993, 1994, 1995, 2004, 2015, 2016
  -  Финалист (2): 1992, 2003

- Купа на Лигата на Унгария:
  -  Носител (2): 2013, 2015

- Втора лига:
  -  Победител (1): 2008/09

### Международни
- Купа Митропа:
  -  Носител (2): 1928, 1937.
  -  Финалист (4): 1935, 1938, 1939, 1940[2]

- Купа на носителите на купи (КНК):
  -  Финалист (1): 1974/75

- Купа на панаирните градове:
  -  Носител (1): 1964/65
  -  Финалист (1): 1967/68

## Фенове
Феновете на Ференцварош са известни като едни от най-буйните в Унгария и в цяла Централна Европа. Често участват и в хулигански прояви. Наричат галено отбора си „Фради“ (Fradi).

## Известни играчи
- Флориан Алберт (в периода 1958 – 1974 г.)
- Ласло Будаи (в периода 1948 – 1950 г.)
- Золтан Цибор (в периода 1948 – 1950 г.)
- Золтан Гера (в периода 2000 – 2004 и 2014 – 2018)
- Шандор Кочиш (в периода 1946 – 1950 г.)
- Ладислав Кубала (в периода 1945 – 1946 г.)
- Дьорд Шароши
- Имре Шлосер
- Имре Шабич
- Золтан Варга